# Symbel

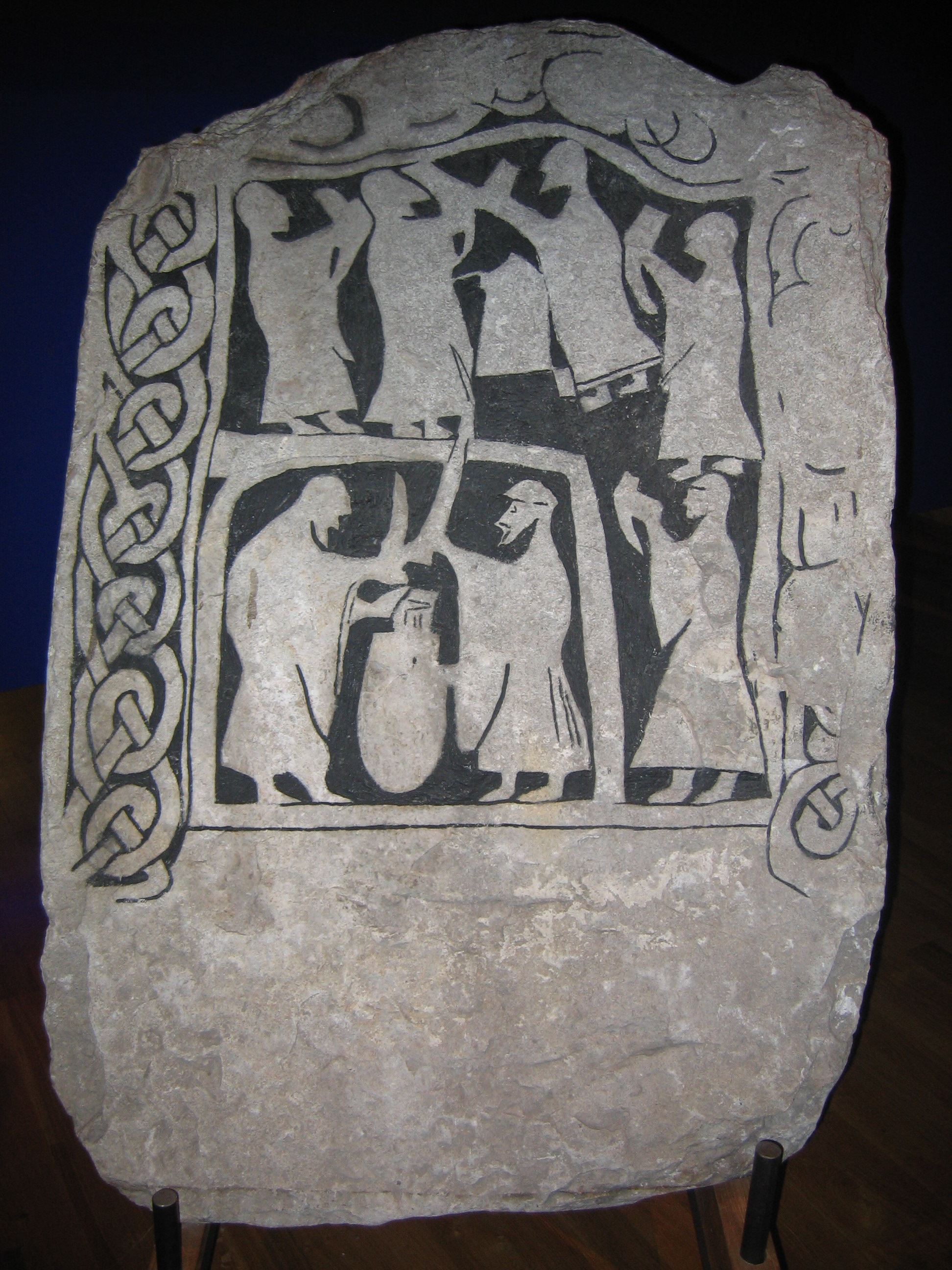
Una escena de libación en una piedra decorada de Gotland en el Museo Nacional de Antigüedades Sueco en Estocolmo.

Symbel del inglés antiguo o sumbl en nórdico antiguo son términos germánicos para "festejo o banquete".
En 1976 Paul C. Bauschatz sugirió que el término refleja un ritual del paganismo germánico que tuvo "gran significado religioso en la cultura de los primeros pueblos germánicos". La iniciativa de Bauschatz tiene pocos seguidores entre los historiadores modernos, pero su interpretación ha inspirado mucho a los grupos neopaganos.
Según Bauschatz, el symbel siempre se celebraba en el interior, normalmente en la sala central de la plaza de algún caudillo tribal. El symbel estaba compuesto por una fórmula en forma de ritual que era mucho más solemne y serio que beber durante una mera celebración. Los elementos primarios del symbel era el ale o hidromiel bebidos en un cuerno, acompañados de relatos y citas, a veces en forma jactanciosa, juramentos y ofrendas. La comida y el festejo no estaba incluido en el symbel específicamente, y no se ofrendaba alcohol a las deidades en forma de sacrificio.
Citas sobre el symbel se conservan en el poema anglosajón Beowulf (líneas 489–675 y 1491–1500), también The Dream of the Rood y Judith, en sajón antiguo Heliand, en nórdico antiguo Lokasenna y otros textos de Eddas y sagas nórdicas, como la cita de Heimskringla en el funeral de Svend I de Dinamarca, y Fagrskinna.

## Etimología
La forma predominante hoy día procede del inglés antiguo symbel, sajón antiguo symbal, sumbal (alto alemán antiguo *sumbal y nórdico antiguo sumbl, todos traducidos como "festejo, banquete, reunión social", también del protogermánico *sumlan "banquete", que corresponde a una "comida de unidad" o "congregación" (literalmente, symposium o asamblea).
Algunos investigadores argumentan su procedencia del latín symbola, pero en contra se posiciona P.A. Erades, que argumenta que el cognato tiene su origen en *sumil o *sumal "reunión" (el último caso, como sufijo de la apofonía indoeuropea). Erades explica que *sum- es la última derivación del protoindoeuropeo *sṃ o *em "uno, juntos". Es el mismo elemento que evolucionó en el copulativo a del griego antiguo.
Paul Bauschatz aparentemente acepta sum, sam "juntos", pero propone que la palabra representa una composición con alu "ale" como segundo elemento (en lugar del sufijo). Por lo tanto el significado más amplio sería "unirse o reunión del ale". En el islandés sumbl es una composición de sam- y öl.

## Inglés antiguo
En inglés antiguo se traduce como "festejo", y existen variantes como symbel-wyn "disfrutar del festejo", symbel-daeg "día del festejo", symbel-niht "noche del festejo", symbel-hus "casa del festejo, sala de huespedes", symbel-tid "tiempo de festejo", etc. Existe un derivado verbal, symblian o symblan, que significa "festejar, pasarlo bien". No hay que confundirlo con la homofonía symbel, symble sin relación alguna, que significa "siempre, alguna vez".

## Nórdico antiguo
Bragarfull "copa de la promesa" o bragafull "mejor copa" o "copa del caudillo" era en la cultura nórdica una forma particular de beber de una copa o un cuerno en ceremoniales, a menudo acompañado de juramentos, que lo bebía el caudillo o se compartía con todos los asistentes. 
Como el nombre es compuesto, es difícil determinar la traducción exacta. La palabra bragr 'mejor, principal' corresponde al primer elemento. La forma bragafull (pero no bragarfull) puede interpretarse como 'la copa de Bragi', en referencia al dios nórdico de la poesía, pero no existen vínculos especiales en otras fuentes.

### Heimskringla
Snorri Sturluson en su Heimskringla, capítulo de la Saga de Hákon el Bueno, describe la costumbre de bragarfull como festejo:
El fuego estaba en medio del suelo del templo, y encima colgaban las calderas, y las copas llenas se pasaban de mano en mano a través del fuego; y aquel que hizo el banquete, era un godi ['jefe'], bendijo las copas llenas, y toda la carne del sacrificio. Y primero fue la copa de Odín en vaciarse para la victoria y poder con su rey; después, las copas de Njordr y Freyja para la paz y buena cosecha. Entonces esto era la costumbre de muchos para vaciar el "bragafull"; y luego los invitados vaciaban una copa a la memoria de amigos difuntos, llamados el "minni".['conmemoración']

### Saga Ynglinga
En la saga Ynglinga, Snorri relata:
Esto era la costumbre entonces que quien daba un banquete por el heredero despues de reyes o jarls, y asumía la herencia, debería sentarse sobre el escabel delante del alto asiento, y trajeron el tazón lleno que llamaban bragafull. Entonces él debería levantarse, tomar el "bragafull", hacer votos solemnes para cumplirlos después, y con eso vaciar la taza en alto. Entonces él debería subir al asiento alto que su padre había ocupado; y con eso vino la herencia después de su padre. Ahora fue hecho así en esta ocasión. Cuando el "bragafull" lleno entró, el Rey Ingjald se levantó, agarró el cuerno de un gran toro, e hizo un voto solemne para doblar sus dominios, hacia todas las cuatro esquinas del mundo, o morir; y con eso señalado con el cuerno a los cuatro cuartos.

### Fagrskinna
Fagrskinna (una historia del siglo XIII sobre los reyes de Noruega), tiene citas similares sobre Svend I de Dinamarca, mencionando los primeros brindis ceremoniales dedicados a su kindred, Thor y otras deidades. Entonces el bragarfull se vació en el festejo, tuvo que hacer sus votos que también debieron jurar los que estaban presentes, y fue solo entonces cuando pudo sentarse en el trono del difunto.

### Edda poética
Un pasaje en prosa de la Edda poética Helgakviða Hjörvarðssonar cita también el bragarfull.

### Hervarar saga ok Heiðreks
Hervarar saga ok Heiðreks cita a Hjörvard, hijo de Arngrim, prometió en su bragarfull casarse con Ingeborg la princesa de Suecia, y las leyendas de Ragnar Lodbrok cita que el jarl gauta Herrauðr prometió a su hija a cualquiera que pudiera liberarle del dragón o hablarla en su presencia.

## Neopaganismo germánico
En los ceremoniales de ásatrú que celebra McNallen y Stine, el sumbel es un ritual donde se bebe de un cuerno lleno de ale o hidromiel, brindando primero por los dioses Aesir, luego otras formas sobrenaturales, seguidos por héroes o ancestros, y por último el resto. Los participantes pueden hablar o formular sus juramentos y promesas de acciones futuras y esas palabras son consagradas, formando parte del destino de los reunidos. El ritual no es muy conocido como tal por los paganos islandeses de Ásatrúarfélagið, quienes celebran prácticas similares pero siempre como parte de sus blóts.
En el Teodismo o neopaganismo germánico anglosajón, el symbel tiene una gran importancia, "quizás el ritual más alto" o "entre los más altos rituales" de todos los que celebran.